# Aristodemo Costoli
Aristodemo Costoli (Firenze, 6 settembre 1803 – Firenze, 22 giugno 1871) è stato uno scultore italiano.

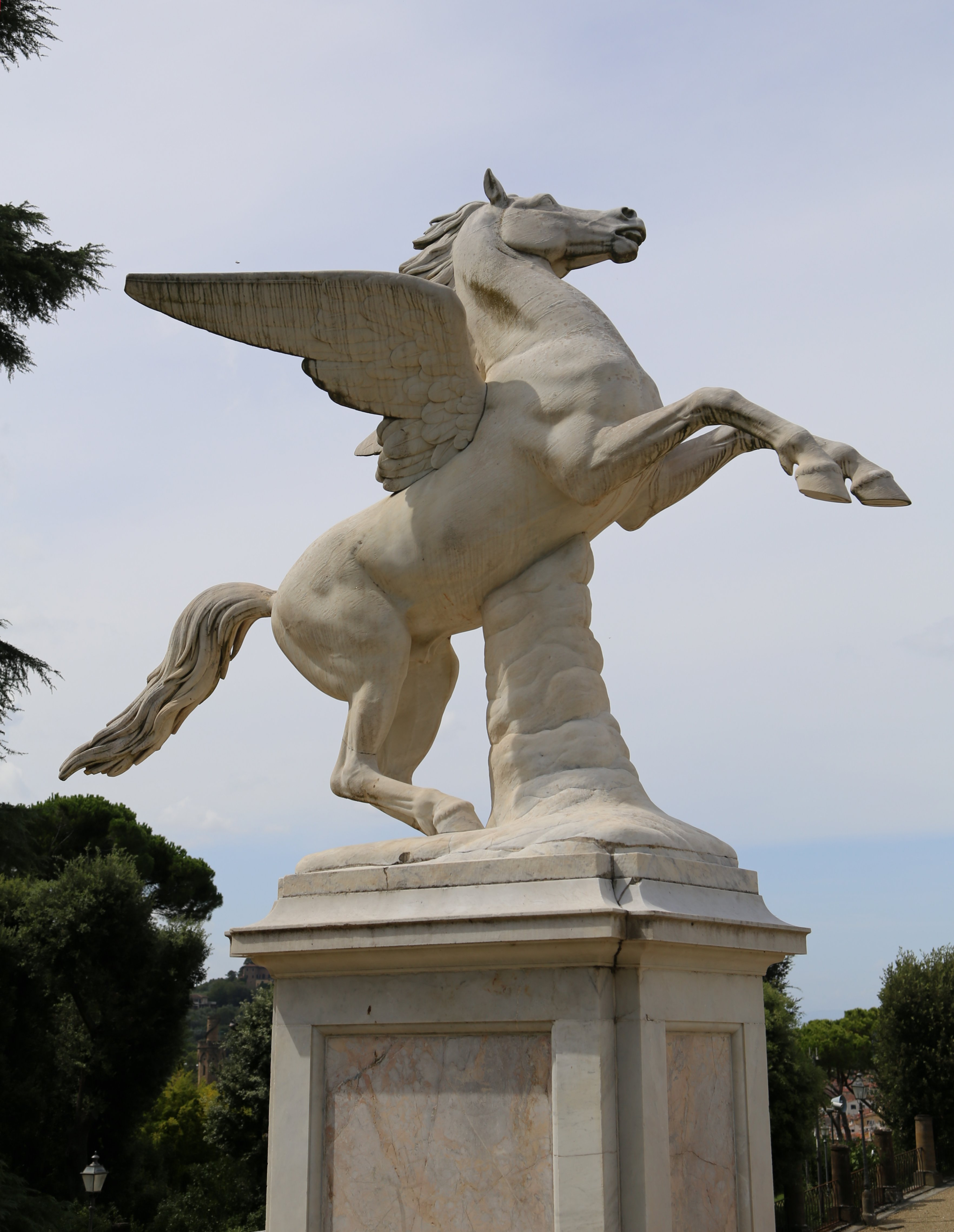
Il Pegaso del Giardino di Boboli

Fu importante interprete degli ideali che animavano il periodo risorgimentale e i primi anni del Regno d'Italia.

## Biografia
Nacque a Firenze da Francesco ed Anna Masoni il 6 settembre 1803.
Alla giovane età di dodici anni si iscrisse all'Accademia fiorentina dove studiò con i pittori Pietro Ermini, Giuseppe Bezzuoli e Pietro Benvenuti
Le sue prime opere sono infatti dei dipinti: Santa Filomena (sull'altare di S. Pietro a Careggi), due autoritratti (Galleria d'Arte Moderna di Palazzo Pitti). I suoi studi furono poi diretti alla scultura, sotto il maestro Stefano Ricci.
Nel 1853 partecipò, con il Gladiatore ossia Meneceo, all'Esposizione di New York e poi a Parigi; l'opera riscosse molti riconoscimenti, e segnò l'inizio di una prestigiosa carriera: quale prodigioso allievo dell'Accademia, il Costoli fu privilegiato dalle Reali Fabbriche di Firenze nelle commissioni granducali.

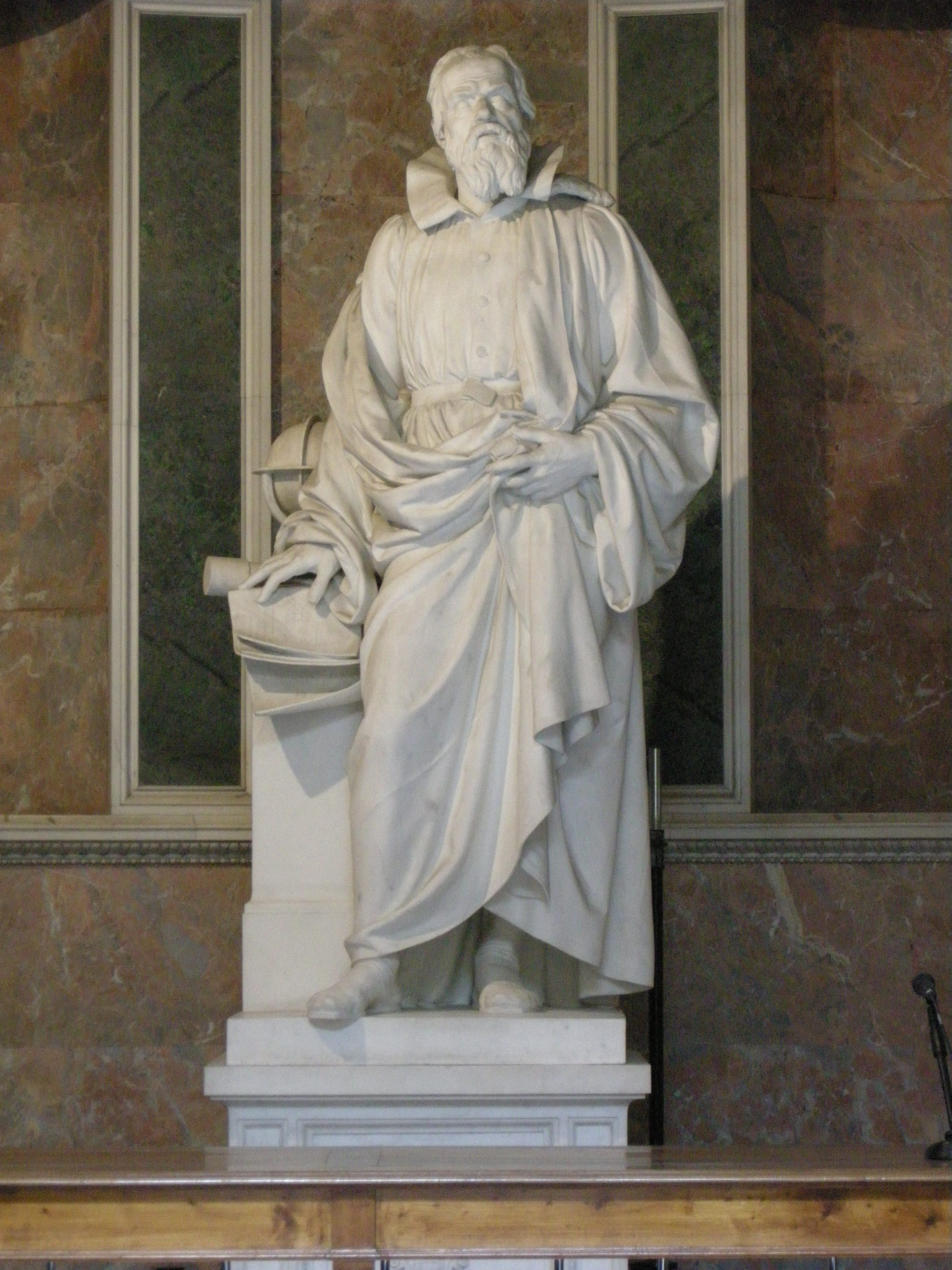
Il monumento a Galileo del Museo della Specola

Nel 1832 ricevette la commissione prestigiosa per il monumento a Galileo da collocare sulla tribuna di Galileo nel Museo della Specola. Insieme a quella di Galileo, la scultura di Costoli più nota è il Pegaso del Giardino di Boboli, che dà nome ad uno spettacolare prato in dolce discesa (1827-1851)
. Il Pegaso è stato addirittura usato per alcuni anni come macchina mobile di scena durante gli spettacoli del Maggio Musicale Fiorentino, che si svolgevano all'interno del giardino; il cavallo poggiava infatti su un carrello di ferro, che scorreva su dei binari ancora esistenti.
Ormai noto a livello nazionale, Costoli ricevette numerose commissioni prestigiose, non solo a Firenze, ma anche in altre città italiane. A Genova realizzò alcune sculture per il monumento a Colombo (La Prudenza e il bassorilievo Colombo che pianta la Croce sulla spiaggia), per il quale era stato invitato al concorso del 1845; il progetto scelto dalla giuria fu però quello di Michele Canzio e ciò fu causa di profonda delusione per Costoli, tanto più che la commissione genovese, in omaggio alla scuola toscana, propose di far eseguire il gruppo centrale, Colombo con l'America ai suoi piedi, ad uno scultore, Lorenzo Bartolini che non aveva neanche partecipato al concorso. A piazza Cavour di Ancona, centro dei nuovi rioni ottocenteschi, realizzò il monumento a Cavour, che comprende la statua al grande statista e due altorilievi: Il Congresso di Parigi e La proclamazione del regno d'Italia. Per il Camposanto monumentale di Pisa scolpì il monumento funebre della celebre cantante Angelica Catalani, raffigurata come Santa Cecilia e avente ai lati La Carità ed un Angelo.
Nel 1843 fu incaricato di restaurare il David di Michelangelo. L'intervento fu eseguito, in virtù delle conoscenze tecniche del momento, con un solvente a base di acido cloridrico: sul lungo periodo la pulizia si rivelò nefasta, avendo apportato danni alla superficie marmorea.
Il Costoli ebbe notorietà anche all'estero, ad esempio a Santiago del Cile realizzò la statua a Pedro de Valdivia; scolpì inoltre per committenti inglesi.
Suoi allievi furono Girolamo Masini, Augusto Rivalta, Emilio Gallori e suo figlio Leopoldo Costoli.
Morì a Firenze il 22 giugno del 1871 e fu sepolto nel Cimitero monumentale della Ven. Arciconfraternita della Misericordia di Firenze: il Camposanto di Pinti. Le opere conservate nel suo studio furono ereditate dal figlio Leopoldo, anche lui scultore, e poste in uno studio-museo situato dirimpetto al Cimitero degli Inglesi, non lontano dal luogo di sepoltura dello scultore.

## Opere principali
A Firenze e nei dintorni si possono ammirare le seguenti statue di Costoli:
- Galileo nella Tribuna di Galileo, al Museo della Specola (1832);
- Pegaso, al Giardino di Boboli;
- tondo dedicato ad Arnolfo di Cambio sito nel Duomo di Firenze;
- busti di Cosimo Buonarroti e Rosina Vendramin, nella Casa Buonarroti[10];
- Monumento a L. Matteucci, alla Badia fiorentina (1845)[11];
- La scoperta dell'America, nella sala 5 della Galleria d'arte moderna di Palazzo Pitti;
- Monumento a Galileo, all'esterno della galleria degli Uffizi (1851)[12];
- Geremia (Palazzo Pitti);
- Monumento funebre Della Gherardesca (Santa Maria del Fiore a Lapo);
- bassorilievi di Villa Paolina (Sesto Fiorentino).

Il Costoli ebbe incarichi prestigiosi anche in altre città d'Italia, dove lasciò le seguenti sculture:
- Prudenza e Colombo che pianta la Croce sulla spiaggia, sul monumento a Cristoforo Colombo di Genova (1862);
- Monumento a Cavour, con statua dedicata allo statista e due altorilievi, nell'omonima piazza di Ancona (1868);
- Monumento ad Angelica Catalani nel Camposanto di Pisa (1859);
- Busto di Leopoldo II, a Lucca, Museo nazionale di villa Guinigi.

Commissioni all'estero:
- Santiago del Cile: Monumento a Pedro de Valdivia
- San Pietroburgo: Monumento funebre di Ekaterina Arkadievna Kočubej e di sua figlia Vera (1856 - nel santuario di S. Aleksandr Nevskij)[13]
- commissioni per privati in Inghilterra.

## Galleria fotografica di opere

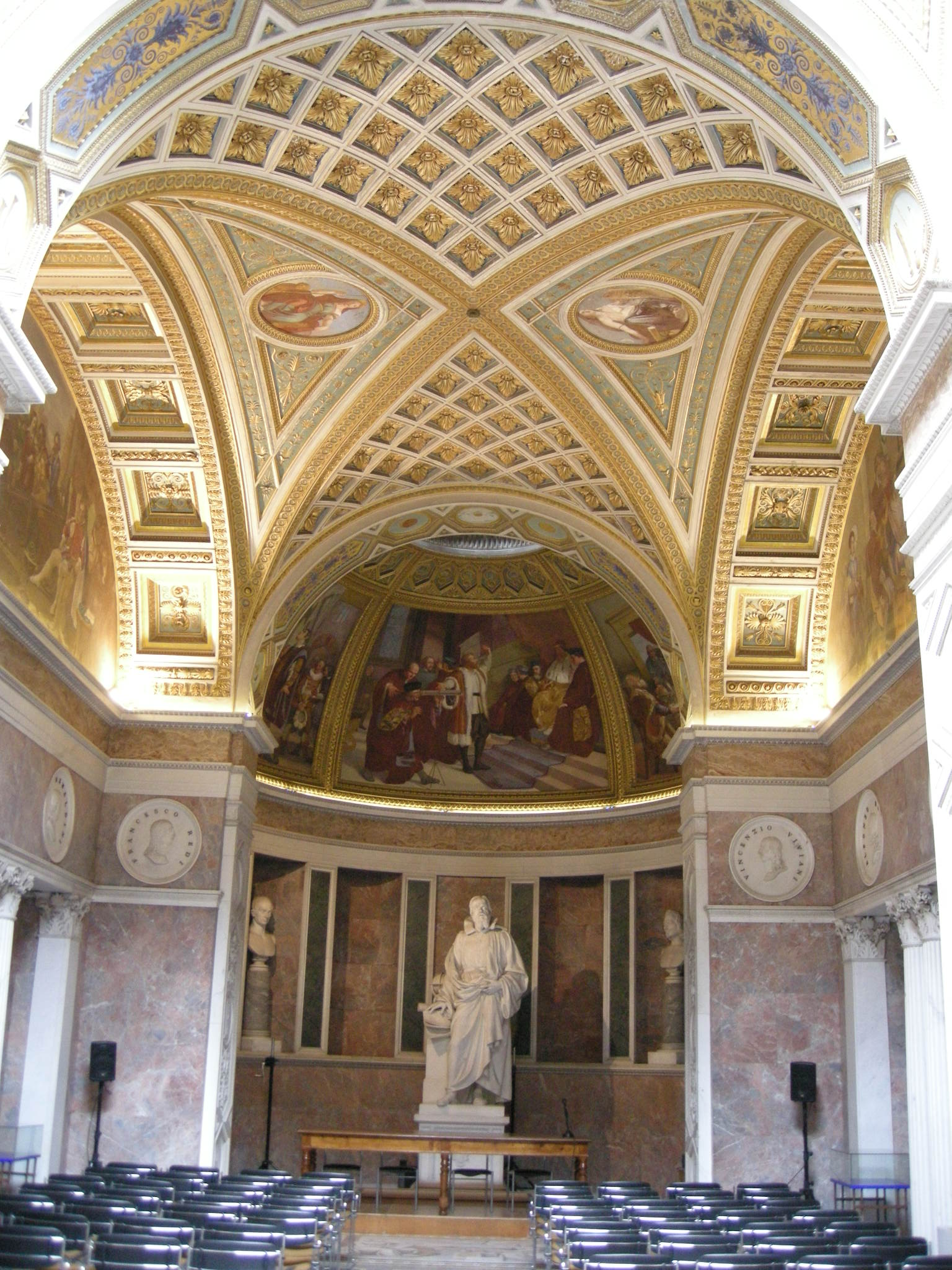
Statua a Galileo (Museo della Specola, Firenze)
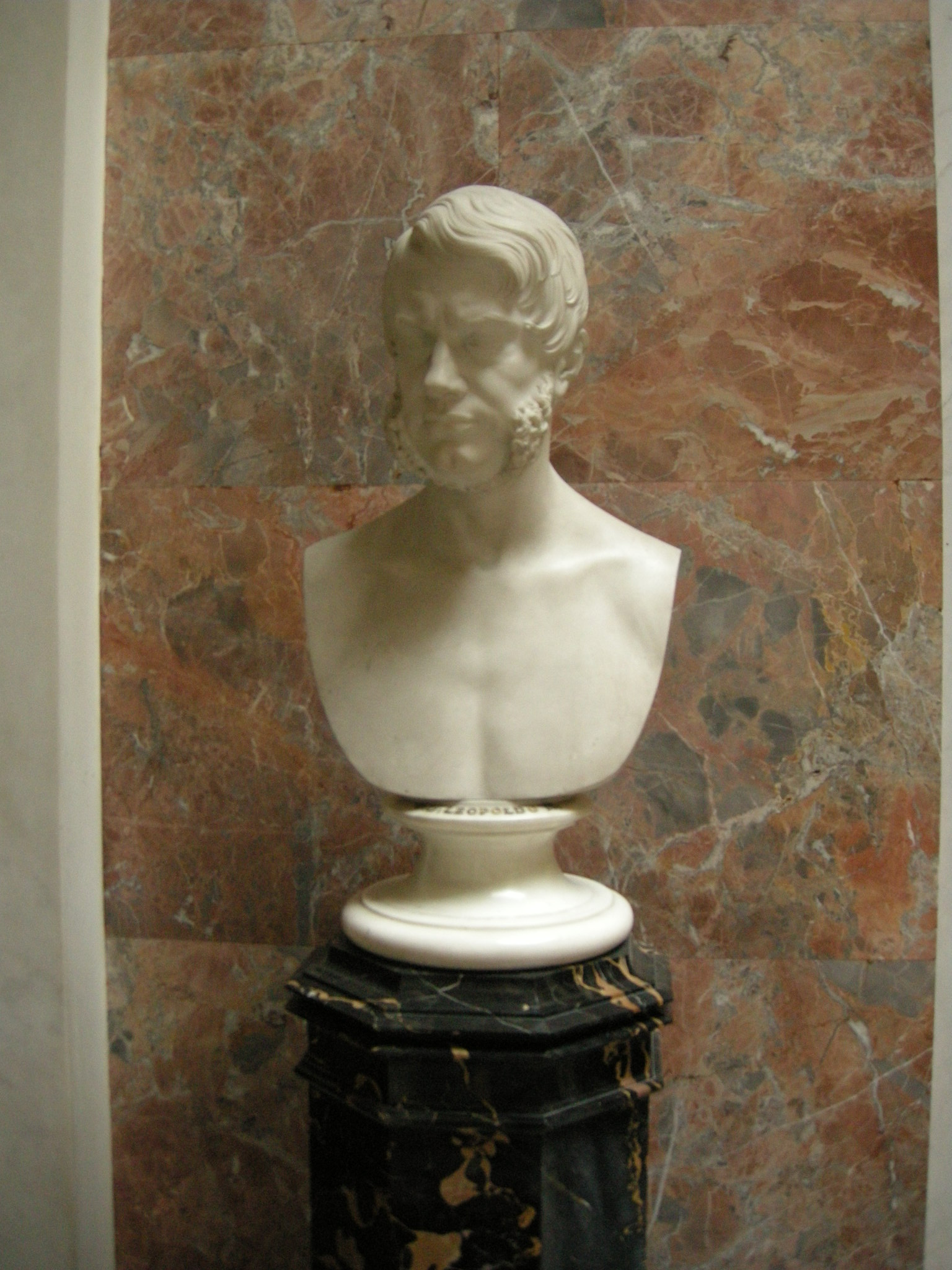
Busto di Leopoldo II (Museo della Specola, Firenze)
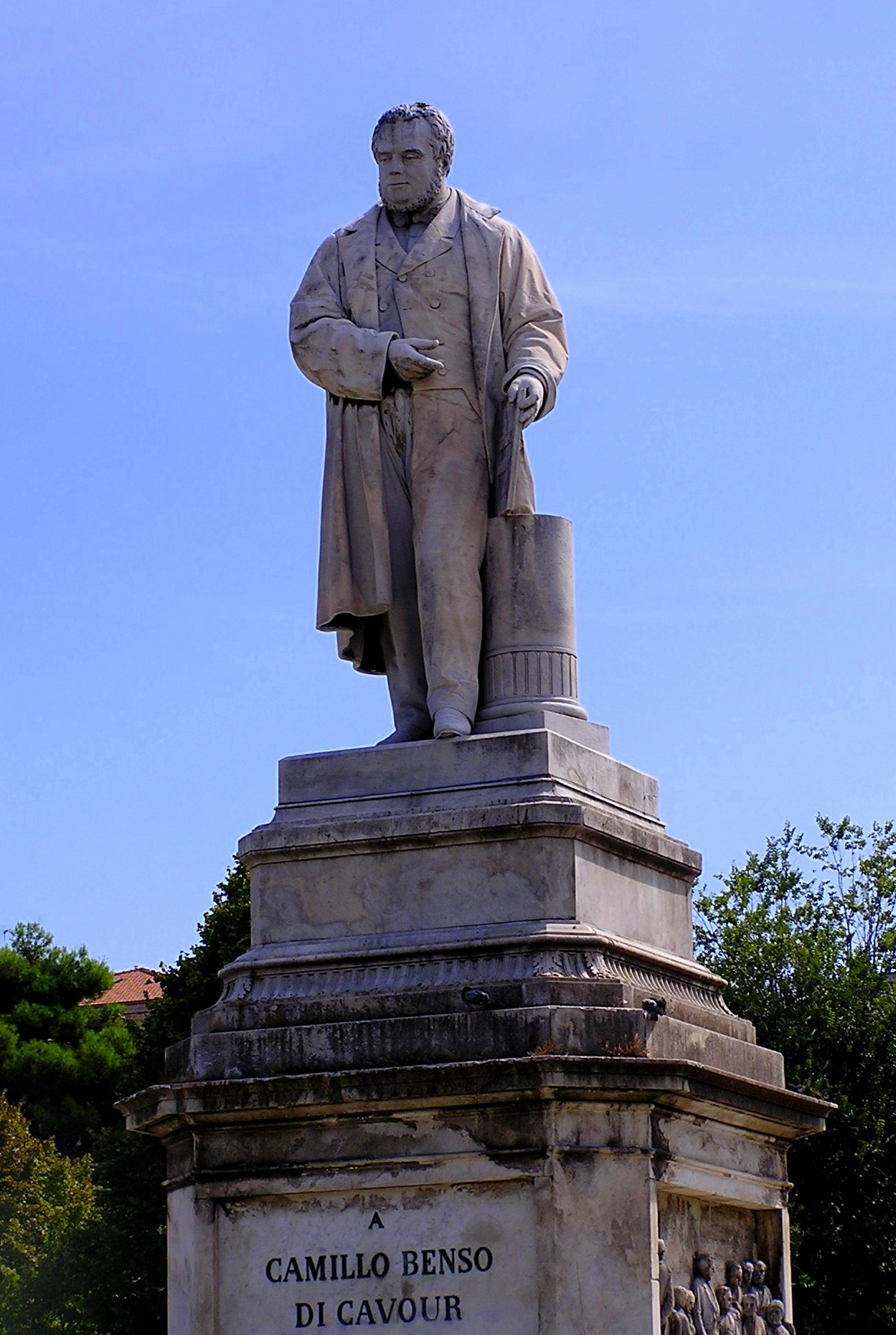
Statua a Cavour (piazza Cavour, Ancona)
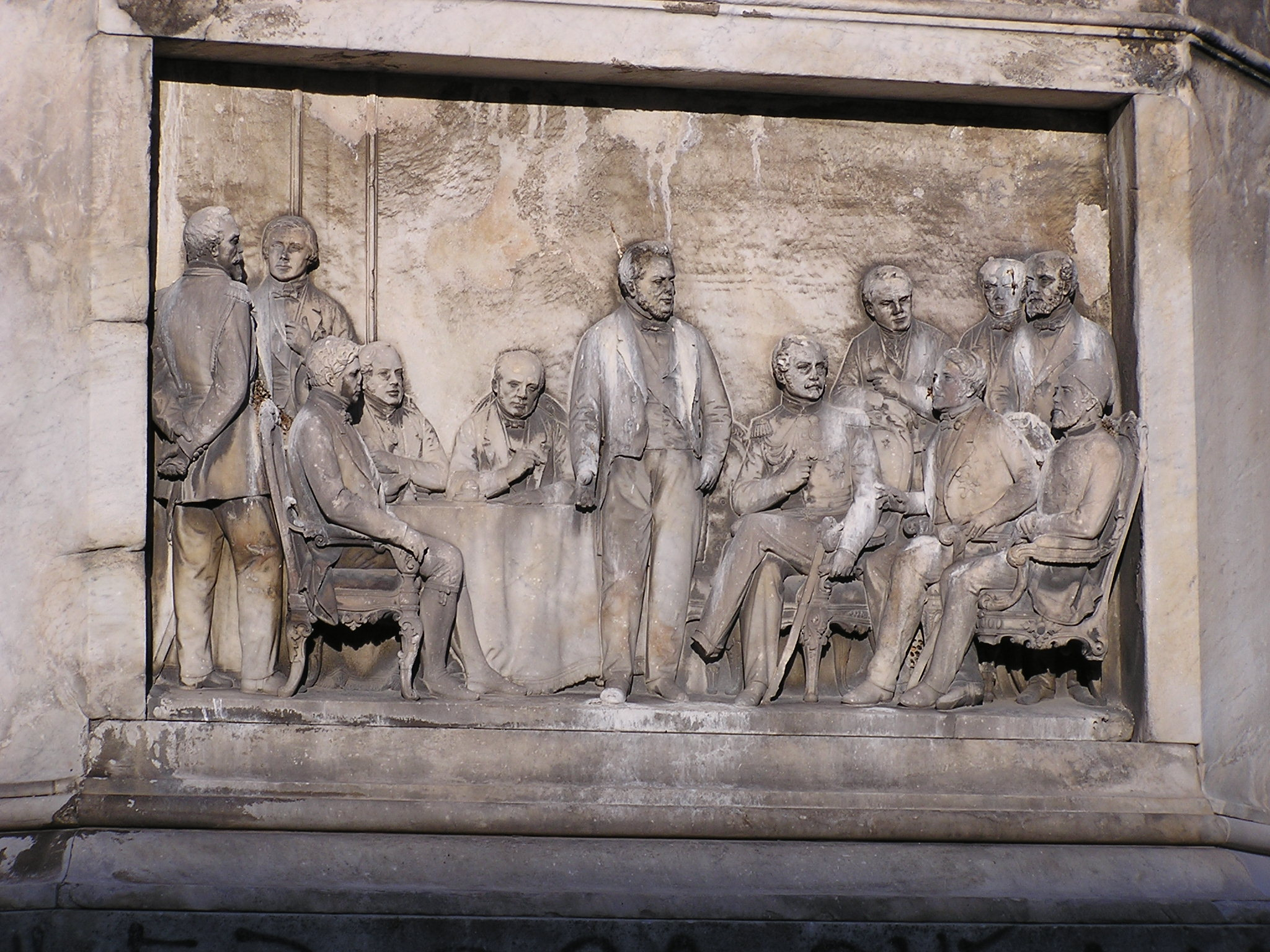
Il Congresso di Parigi (piazza Cavour, Ancona)
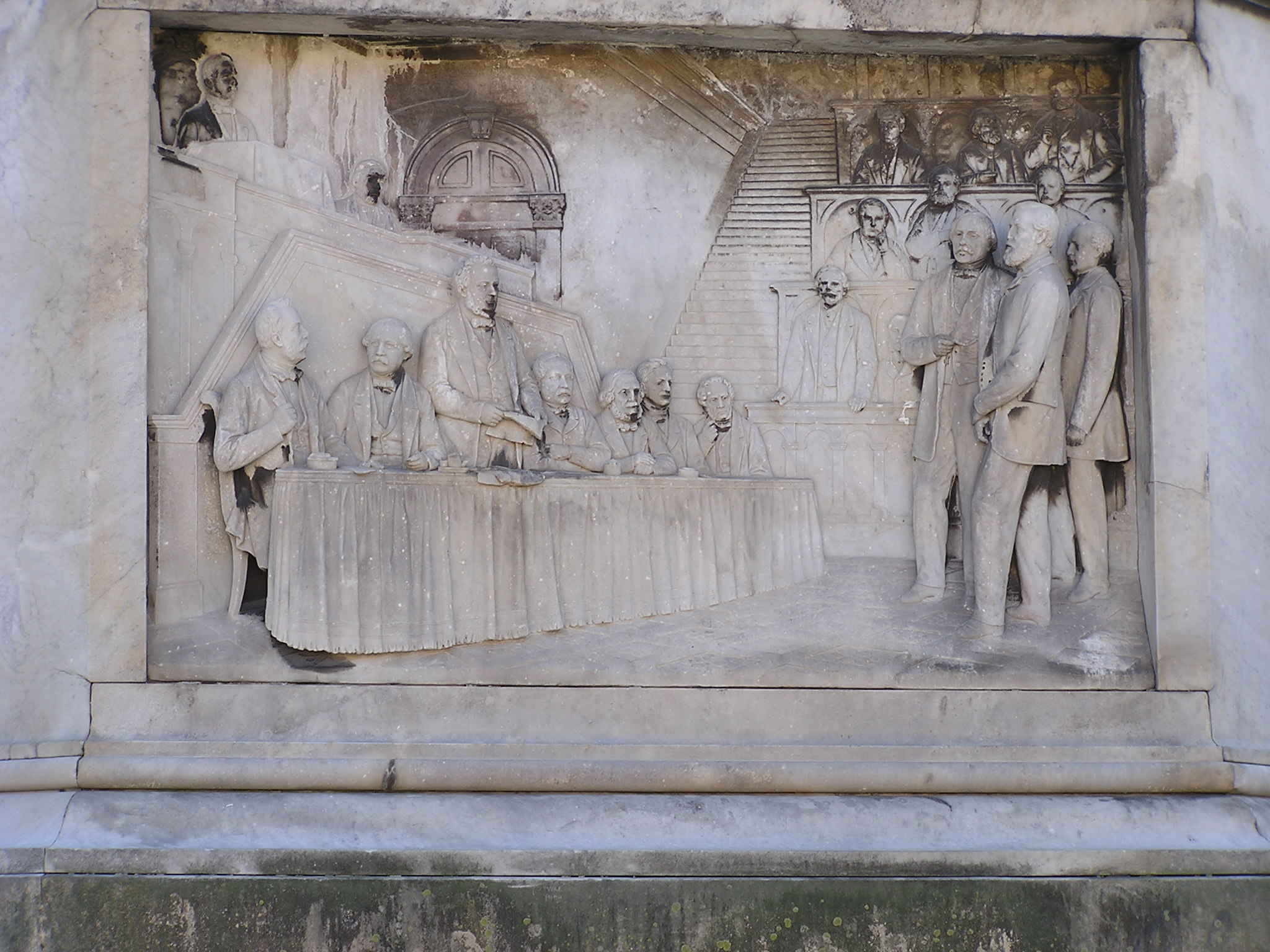
La proclamazione del Regno d'Italia (piazza Cavour, Ancona)
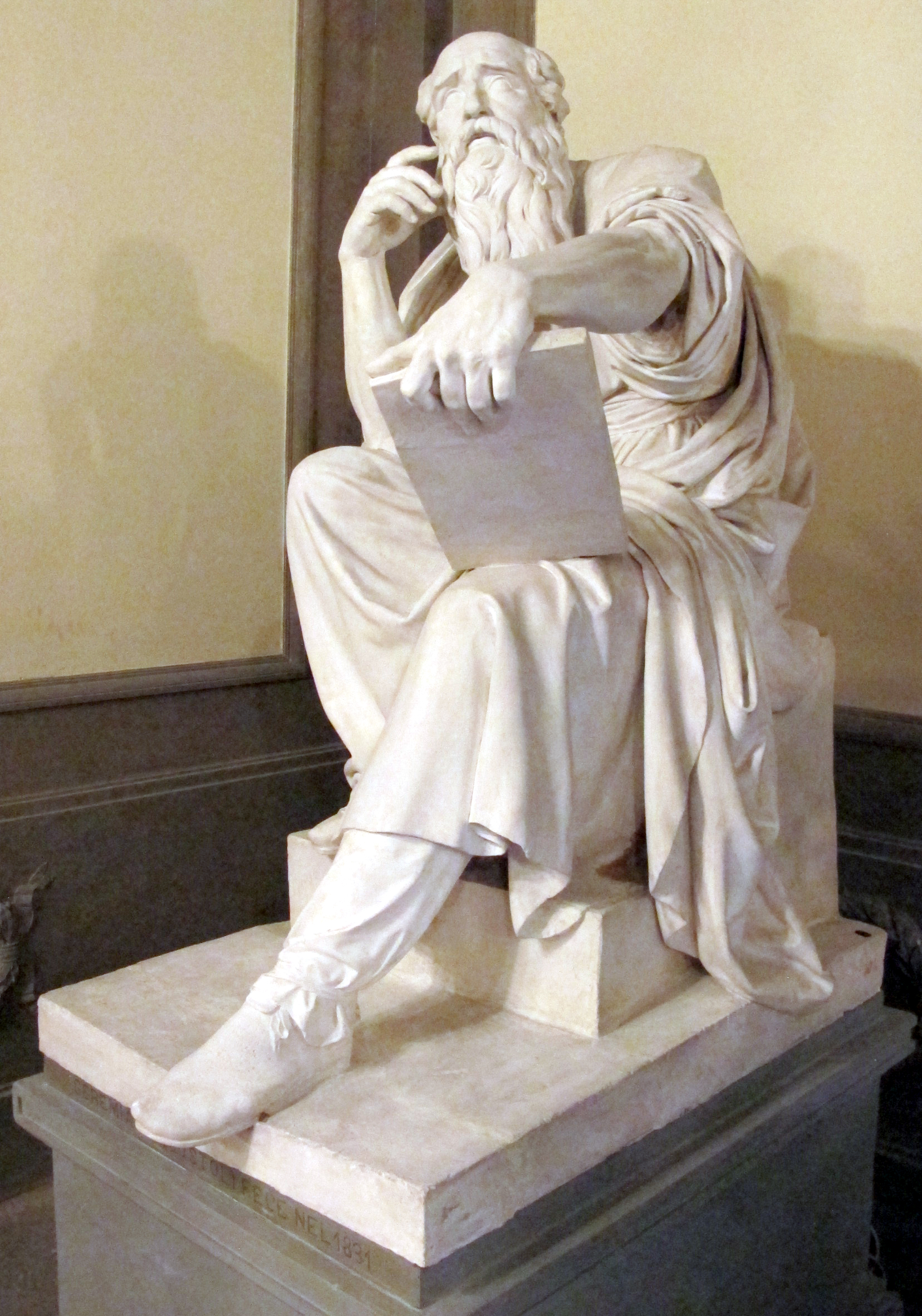
Geremia (Palazzo Pitti, Firenze)
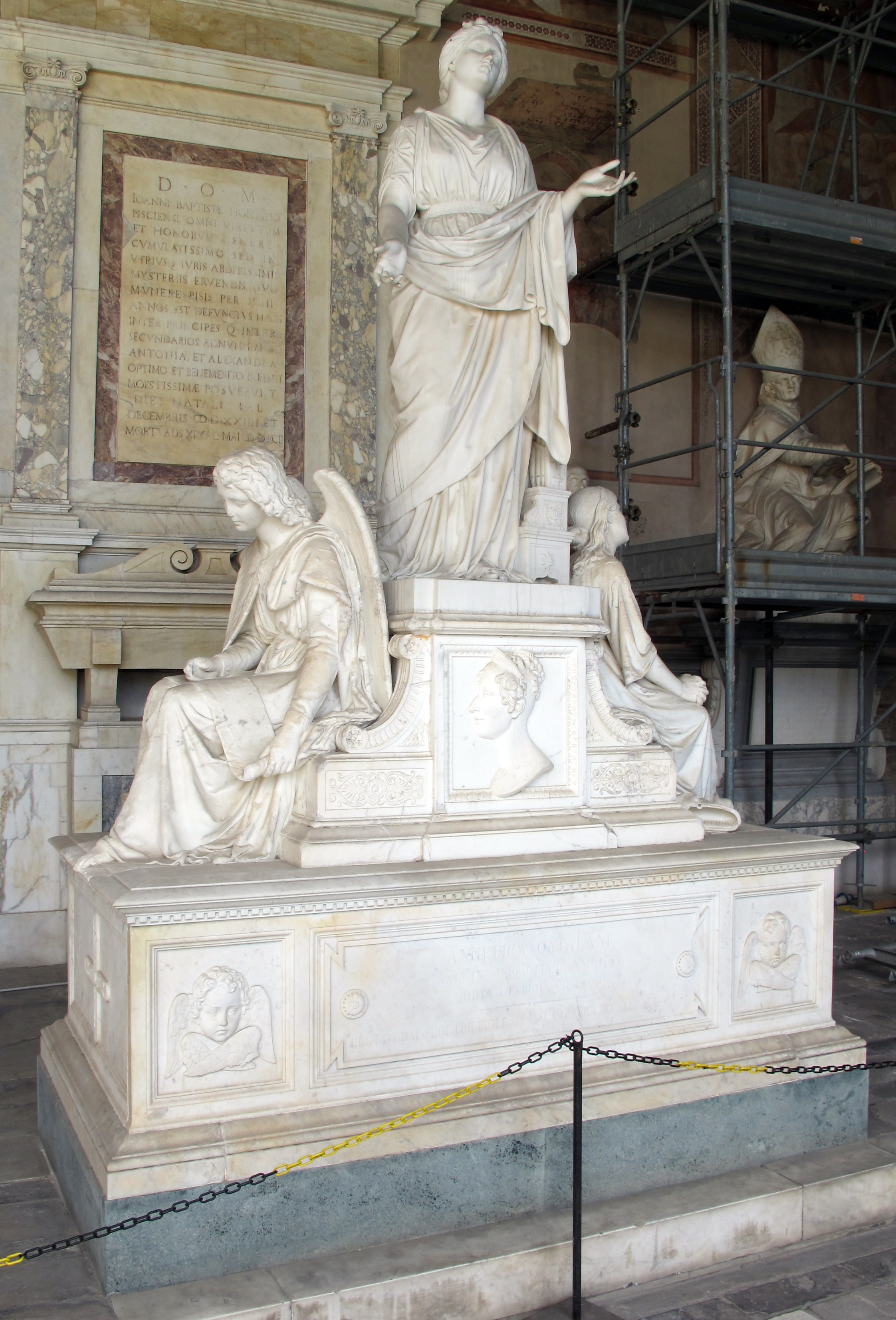
Monumento ad Angelica Catalani (Camposanto, Pisa)
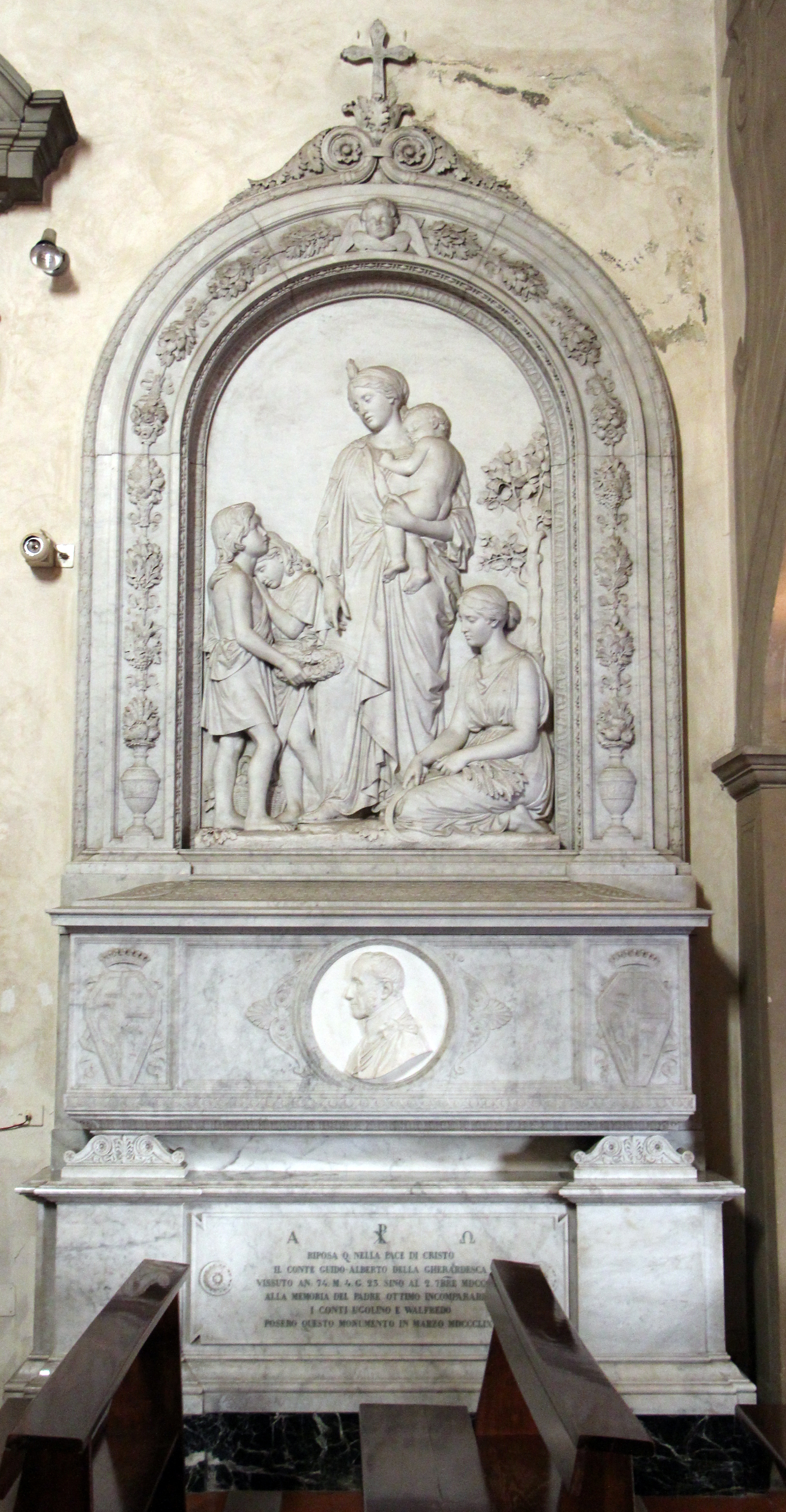
Monumento funebre Della Gherardesca (Santa Maria del Fiore a Lapo, Firenze)
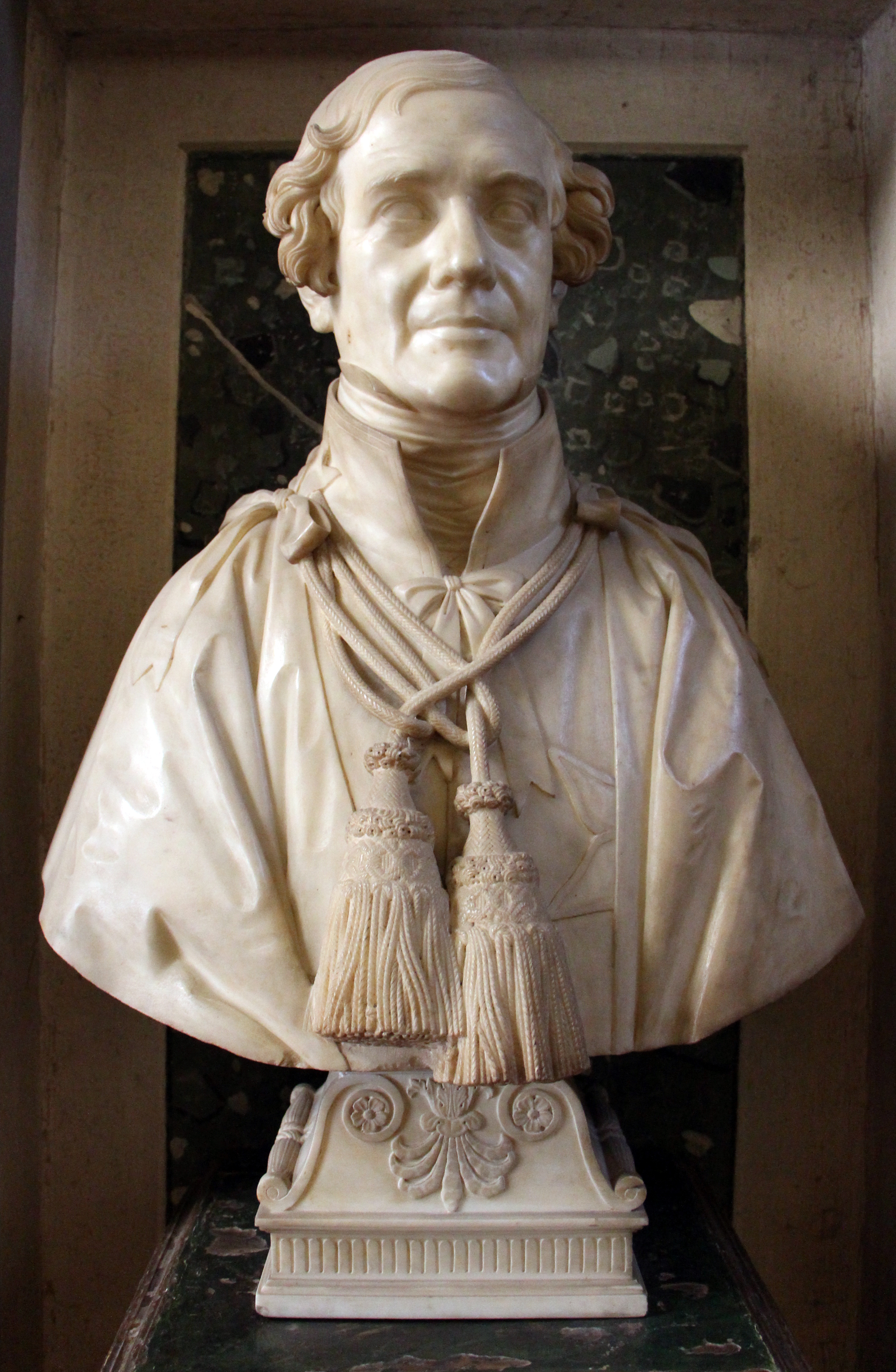
Busto di Cosimo Buonarroti (Casa Buonarroti, Firenze)
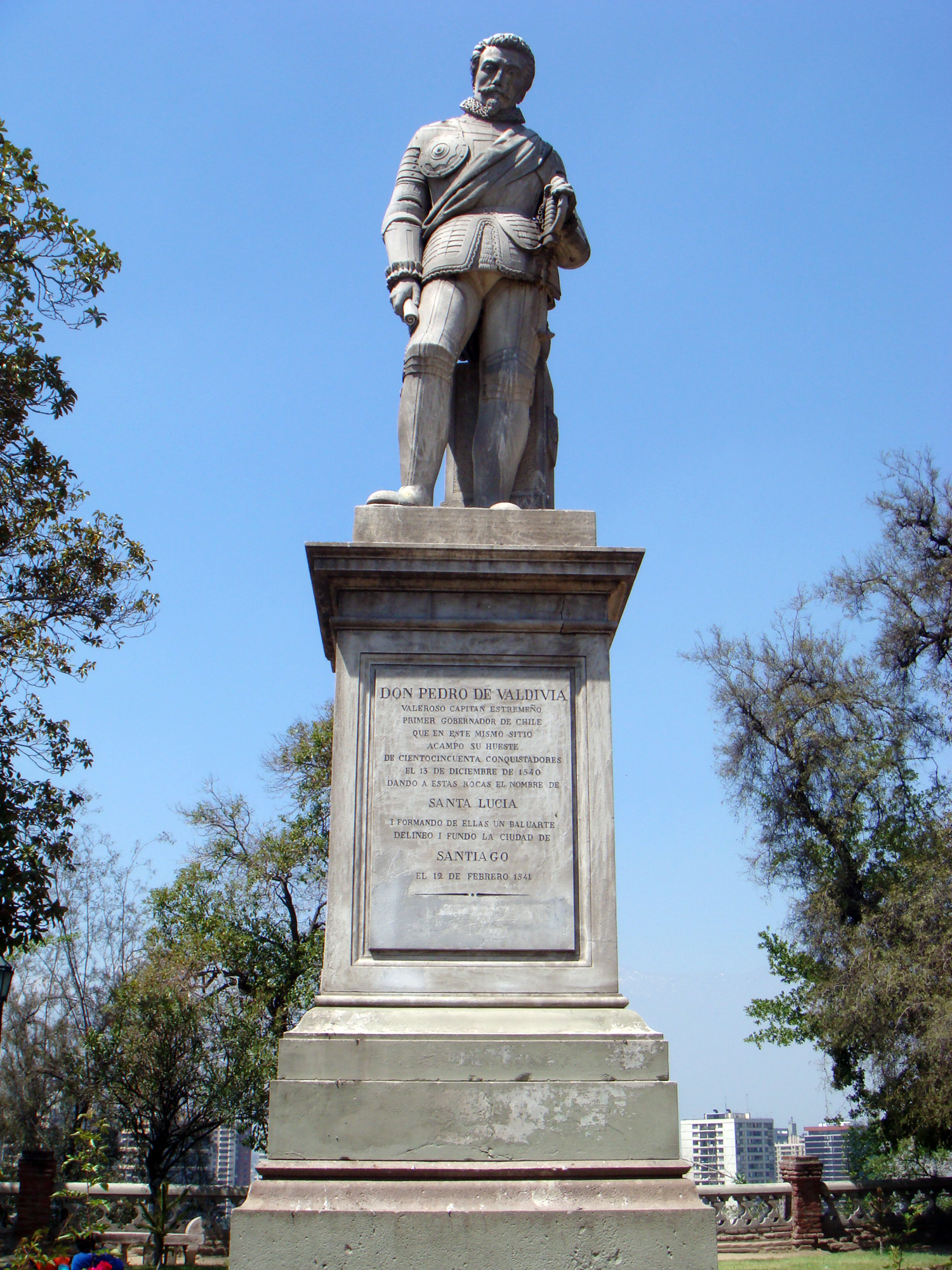
Statua a Pedro de Valdivia (collina di Santa Lucía, Santiago del Cile)
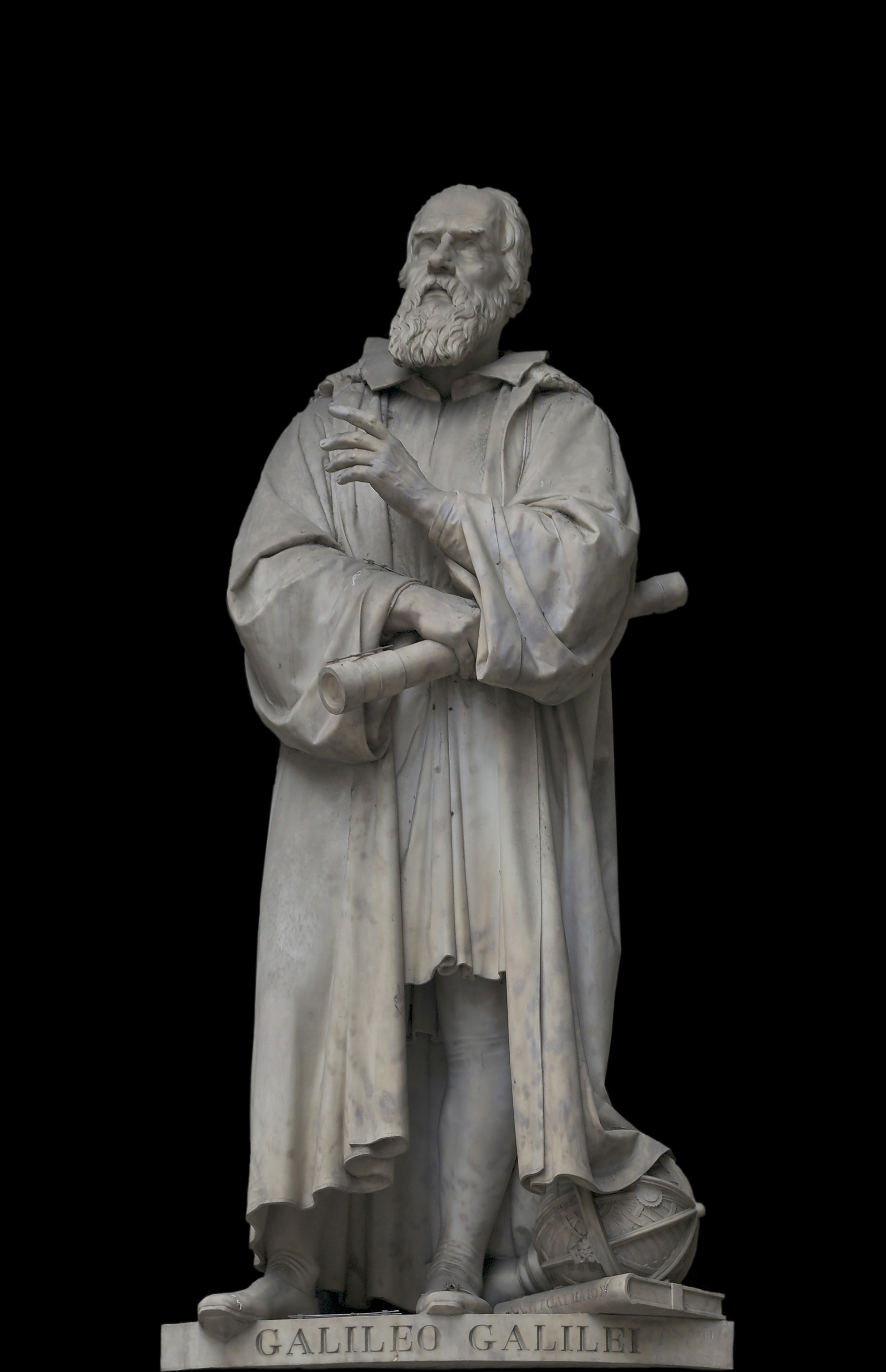
Statua a Galileo, all'esterno della galleria degli Uffizi
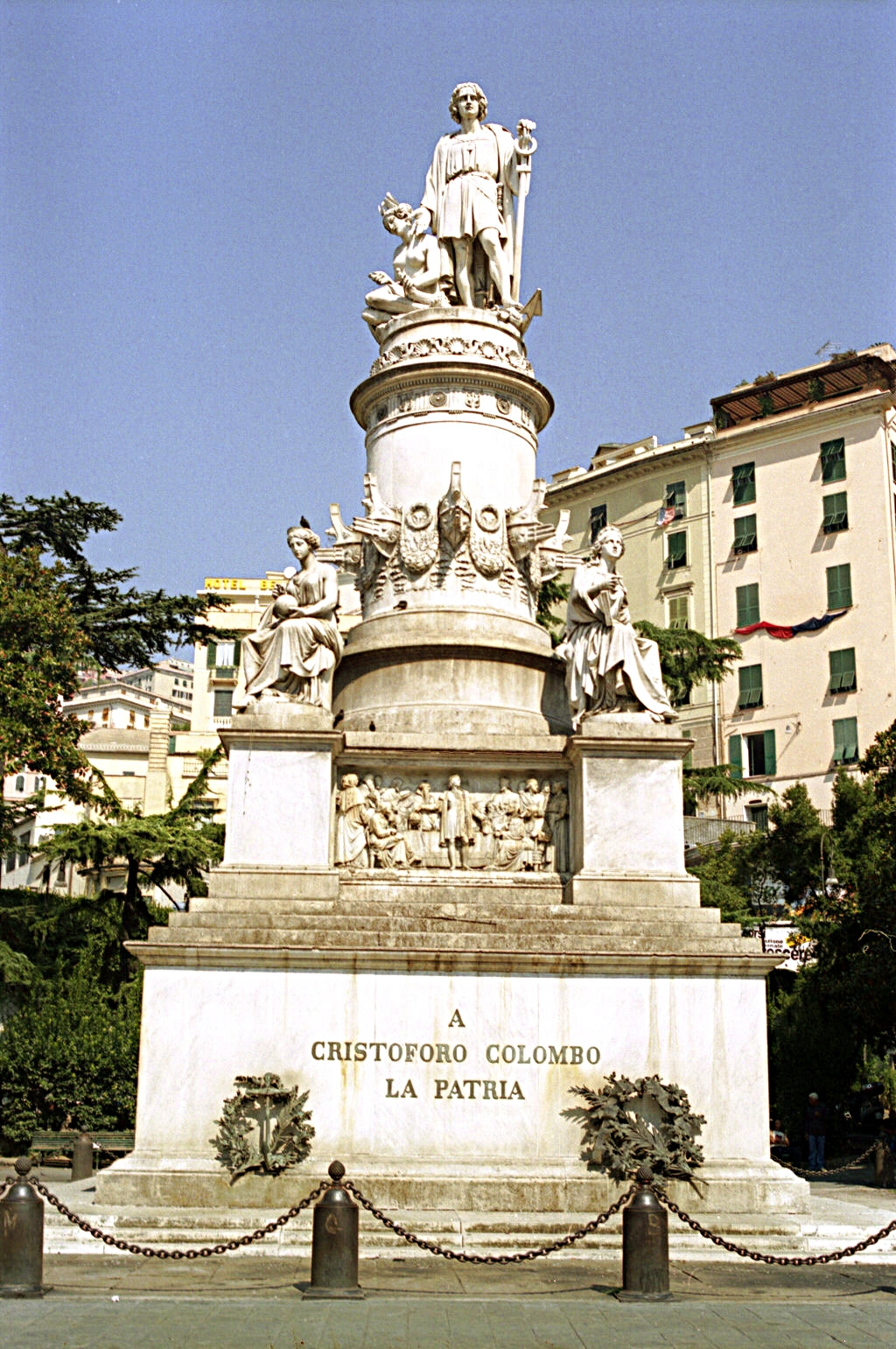
Il monumento a Cristoforo Colombo di Genova, per il quale Costoli realizzò due sculture poste alla base